# NGC 6674
NGC 6674 (również PGC 62178 lub UGC 11308) – galaktyka spiralna z poprzeczką (SBb), znajdująca się w gwiazdozbiorze Herkulesa. Odkrył ją Albert Marth 6 czerwca 1864 roku.